# 덴마크 왕자 구스타프

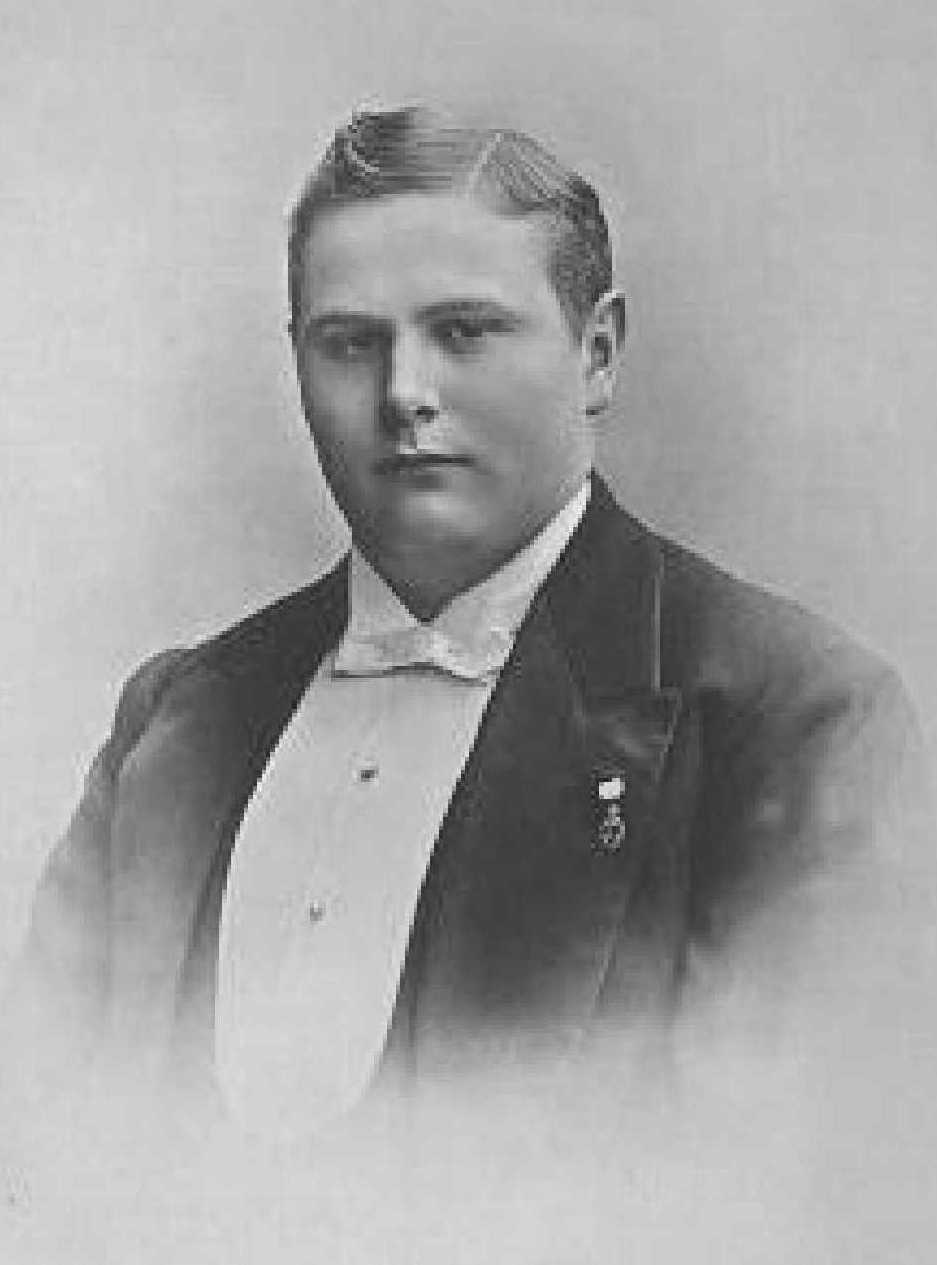
덴마크 왕자 구스타프

덴마크 왕자 구스타프(Prince Harald of Denmark, 1887년 3월 4일 ~ 1944년 10월 5일)은 덴마크 왕실의 일원이었다. 프레데리크 8세 왕과 스웨덴의 루이세의 넷째이자 막내 아들이자 일곱 번째 자녀였다.

## 참고 문헌
- Bramsen, Bo (1992). 《Huset Glücksborg. Europas svigerfader og hans efterslægt.》 [The House of Glücksburg. The Father-in-law of Europe and his descendants] (덴마크어) 2판. Copenhagen: Forlaget Forum. ISBN 87-553-1843-6.